# Estación Iyohimi
La estación Iyohimi (伊予氷見駅 Iyohimi-eki?) es una estación de la línea Yosan de la Japan Railways que se encuentra en la ciudad de Saijō de la prefectura de Ehime. El código de estación es el "Y33".

## Estación de pasajeros
Cuenta con una plataforma, la cual posee un único andén (andén 1). La vía que corre al lado del andén es la vía secundaria, la vía principal se utiliza para atravesar la estación sin detenerse.

### Andén
| 1 | ● Línea Yosan |                                                                                 | Hacia Saijō, Niihama, Iyomishima, Kawanoe y Kanonji (los servicios rápidos no se detienen) |
| 1 | ● Línea Yosan | Hacia Nyugawa, Imabari, Hōjō y Matsuyama (los servicios rápidos no se detienen) |                                                                                            |

## Alrededores de la estación
- Plaza Saijōseibu (西条西部公園 Saijōseibu-kōen?)
- Templo Kichijō (吉祥寺 Kichijō-ji?)
- Jinja de Iwaoka (石岡神社 Iwaoka-jinja?)

## Historia
- 1961: el 1° de junio se inaugura la estación Iyohimi.
- 1987: el 1° de abril pasa a ser una estación de la división Ferrocarriles de Pasajeros de Shikoku de la Japan Railways.

## Estación anterior y posterior
- Línea Yosan 
  - Estación Ishizuchiyama (Y32)  <<  Estación Iyohimi (Y33)  >>  Estación Iyokomatsu (Y34)